# Cá sứt môi
Cá sứt môi (tên khoa học: Garra fuliginosa) là một loài cá trong họ Cá chép. Loài này phân bố rộng khắp ở Đông Nam Á lục địa, từ vùng Mae Khlong và Chao Phrya ở Thái Lan đến lưu vực sông Mêkông và vùng bán đảo của Thái Lan. Chúng được tìm thấy ở sông Maetang, bắc Chiang Mai, miền Bắc Thái Lan. Loài này cũng được ghi nhận tại lưu vực sông Vu Gia - Thu Bồn và tỉnh Thừa Thiên Huế ở miền Trung Việt nam, Vườn quốc gia Cát Tiên ở miền Nam Việt Nam.